# 喬治敦 (密蘇里州)
喬治敦（英語：Georgetown）是位於美國密蘇里州佩蒂斯縣的非建制地區。

## 歷史
喬治敦的郵局於1837年設立，其後於1921年停運。

## 地理
喬治敦所處的海拔為高於海平面253米（即830英呎），而該地所採用的時區為UTC-6，即北美中部時區（CST）。同時該地設有夏令時間，為UTC-6調快一小時，即UTC-5（CDT）。